# Hedyotis tomentosa
Hedyotis tomentosa är en måreväxtart som först beskrevs av Theodoric Valeton, och fick sitt nu gällande namn av Takahide Hosokawa. Hedyotis tomentosa ingår i släktet Hedyotis och familjen måreväxter. Inga underarter finns listade i Catalogue of Life.